# Харитон Лаптев
Харитон Прокофиевич Лаптев (на руски: Харитон Прокофьевич Лаптев) е руски военноморски офицер, арктически изследовател, създател на картата на Таймир, братовчед на Дмитрий Лаптев.

## Произход и военна кариера (1700 – 1737)
Роден е през 1700 година във Велики Луки, Руско царство. През 1718 постъпва на служба в Балтийския флот като гардемарин и на 24 май 1726 е произведен в мичман. През 1734 служи на фрегатата „Митава“, с която участва в морско сражение против французите, по време на което е пленен. След завръщането си от плен, заедно с другите офицери от фрегатата, е осъден на смърт за предаването на кораба без бой на французите, но по-късно екипажът е признат за невинен и след освобождението му Харитон Лаптев продължава службата си във флота.
През 1737 г. е изпратен в устието на река Дон за търсене на удобно място за построяване на кораби. През същата година за кратко командва придворната яхта „Декрон“ и е произведен в чин лейтенант.

## Изследване на Таймир (1739 – 1742)
През декември 1737 е зачислен във Великата северна експедиция, като задачата на неговия отряд била да се заснеме и картира крайбрежието на Русия между устията на реките Енисей и Лена. По онова време от Якутск в Петербург пристига за указания и по-нататъшни действия братовчед му Дмитрий Лаптев, който при отпътуването си обратно взема със себе си Харитон Лаптев. През март 1739 г. двамата пристигат в Якутск.
През април 1739 г. Лаптев е назначен за началник на третия отряд на Великата северна експедиция, на мястото на починалия Василий Прончищев, чиято задача е изследването и описанието на северния бряг на Азия между Енисей и Лена.

### Изследвания през 1739 г.
На 9 юли 1739 Харитон Лаптев, заедно със Семьон Челюскин и Николай Чекин, отплава от Якутск на корабчето „Якутск“ и на 21 юли се добира до океана. След месец в постоянна борба с ледовете достига до устието на река Оленьок, след това до устието на река Хатанга, където временно е задържан от ледовете, но след известно време ледовата обстановка се подобрява и продължава на север покрай източния бряг на п-ов Таймир до нос Фадей. По време на плаването са открити залива Нордвик (24 юли, 73°50′ с. ш. 112°10′ и. д. / 73.833333° с. ш. 112.166667° и. д.), островите Малък Бегичев (74°20′ с. ш. 111°10′ и. д. / 74.333333° с. ш. 111.166667° и. д.), Преображение (74°42′ с. ш. 113°00′ и. д. / 74.7° с. ш. 113° и. д.) Андрей (76°50′ с. ш. 110°40′ и. д. / 76.833333° с. ш. 110.666667° и. д.), о-вите Петър (вторично, 76°30′ с. ш. 113°00′ и. д. / 76.5° с. ш. 113° и. д.) и о-вите Фадей (21 август, вторично, 77°00′ с. ш. 108°00′ и. д. / 77° с. ш. 108° и. д.). Около нос Фадей корабчето е спряно от ледовете и екипажът се връща в устието на река Хатанга, където зимува.
По време на зимуването всички се радват на отлично здраве, поради консумацията на замразена риба. Лаптев решава да използва благоприятното зимно време за изследване на вътрешните части на полуострова. Боцманът Василий Медведев два пъти пресича Таймир, като дължината на маршрута му надхвърля 2300 км: на 21 октомври 1739 потегля с кучешки впрягове на запад до откритата от него река Дудипта и по нея и по река Пясина се спуска до Карско море. Описва около 40 км от крайбрежие и през април 1740 по същия път се завръща обратно в зимовището.

### Изследвания през 1740 г.
През пролетта на 1740 експедицията се разделя на две групи, като геодезиста Николай Чекин с кучешки впрягове пресича полуострова от югоизток на северозапад. На 23 март потегля от мястото на зимуване, преминава покрай езерото Таймир (най-големия северен пресноводен водоем на Земята), а след това по река Долна Таймира се спуска до устието ѝ, като окончателно доказва, че се влива в Карско море. След това описва брега на 100 км на запад от устието ѝ и на 17 май се завръща в базата.
Неговият поход затвърждава мнението на Лаптев, че е по-надеждно изследването на огромния полуостров да се извърши по суша, но независимо от това в края на лятото на 1740 прави нов опит с корабчето да заобиколи нос Фадей, но неуспешен. На 15 август достигна едва до 75º 26` с.ш., където „Якутск“ е смазан от ледовете и на 15 октомври отряда се завръща пеша до зимната си база.

### Изследвания през 1741 г.
През пролетта на 1741 Лаптев разделя отряда на три групи. Семьон Челюскин на 17 март се отправя на запад с три кучешки впряга и към 1 юни завършва описанието на река Пясина и около 500 км от брега от устието на Пясина до устието на река Долна Таймира. Групата ръководена от Николай Чекин на 15 април също с три впряга се отправя на север и заснема около 600 км от източния бряг на полуострова до о-вите Петър (76° 35` с.ш.), но поради заболяване на Чекин се завръща на 17 май в базата. Третата група на Лаптев на 24 април с два впряга тръгва на северозапад, пресича п-ов Таймир от устието на Хатанга до устието на Долна Таймира (6 май) през езерото Таймир. След това продължава на североизток по брега за среща с Чекин, но стига едва до 76º 42` с.ш. и поради снежна слепота се завръща в устието на Долна Таймира.
След възстановяването си от слепотата се връща обратно и изследва северния бряг на полуострова на запад от устието на Долна Таймира до нос Стерлегов (75°25′ с. ш. 88°48′ и. д. / 75.416667° с. ш. 88.8° и. д.), където на 1 юни се среща с Челюскин. На 9 юни заедно се връщат в устието на река Пясина и Лаптев самостоятелно картира реката до езерото Пясино (в западната част на п-ов Таймир), след което през август с еленови впрягове се добира до Енисей и целия отряд зимува в Туруханск. Челюскин с кучета, елени и лодки, вторично картира крайбрежието между Пясина и Енисей и догонва Лаптев в устието на река Дудинка (десен приток на Енисей).

### Изследвания през 1742 г.
През 1742 с кучешки впрягове Лаптев извършва поход на северозапад от Дудинка до езерото Таймир.
През 1743 Лаптев се завръща в Петербург, където докладва за успешно изпълнената задача и донася ценни научни сведения за климата, релефа и населението на полуострова, проведените метеорологични, хидроложки и геомагнитни наблюдения.

## Последни години (1743 – 1763)
Впоследствие Харитон Лаптев продължава военната си служба на кораби от Балтийския флот. От 1746 е командир на кораба „Ингерманланд“. През 1754 е произведен в капитан 3-ти ранг, през 1757 – в капитан 2-ри ранг, а през 1758 г. – в капитан 1-ви ранг.
Умира в родния си град на 21 декември 1763 година на 63-годишна възраст.

## Памет
Неговото име носят:
- бряг Харитон Лаптев на северозападното крайбрежие на п-ов Таймир;
- море Лаптеви в Северния ледовит океан;
- нос Лаптев (76°20′ с. ш. 97°04′ и. д. / 76.333333° с. ш. 97.066667° и. д.) на източния бряг на остров Пилот Махоткин в архипелага Норденшелд;
- нос Харитон (76°18′ с. ш. 97°06′ и. д. / 76.3° с. ш. 97.1° и. д.) на източния бряг на остров Пилот Махоткин в архипелага Норденшелд;
- нос Харитон Лаптев (77°22′ с. ш. 106°18′ и. д. / 77.366667° с. ш. 106.3° и. д.) на източния бряг на п-ов Таймир.